# Districtul El Ghicha
El Ghicha este un district din provincia Laghouat, Algeria.